# صالح‌خانی
صالح‌خانی (مشهد)، روستایی از توابع بخش رضویه شهرستان مشهد در استان خراسان رضوی ایران است این روستا دارای یک قنات قدیمی می‌باشد. مردم این روستا به شغل دامداری و کشاورزی مشغول می‌باشند.

## جمعیت
این روستا در دهستان پایین ولایت قرار دارد و براساس سرشماری مرکز آمار ایران در سال ۱۳۸۵، جمعیت آن ۷۲ نفر (۱۸خانوار) بوده‌است.